# Parlament Queenslandu
Parlament Queenslandu (Parliament of Queensland) – główny organ władzy ustawodawczej w australijskim stanie Queensland. Od 1922 jest jedynym faktycznie jednoizbowym parlamentem stanowym w Australii (formalnie drugą izbą jest królowa Australii reprezentowana przez gubernatora, ale przepis ten nie ma żadnego znaczenia praktycznego).
Parlament powstał w 1860, niespełna rok po ukonstytuowaniu się Queensland jako osobnej i autonomicznej kolonii brytyjskiej. Przez pierwsze 62 lata swego istnienia składał się ze Zgromadzenia Ustawodawczego - które pełniło rolę izby niższej - oraz Rady Ustawodawczej. W 1922 dokonano nowelizacji stanowej konstytucji, na mocy której izba wyższa została zniesiona.
Zgromadzenie Ustawodawcze liczy 89 członków wybieranych na trzyletnią kadencję, z zastosowaniem tzw. opcjonalnego systemu preferencyjnego, stanowiącego nieco zmodyfikowaną odmianę ordynacji preferencyjnej. Od klasycznej ordynacji preferencyjnej różni się on głównie tym, iż wyborca nie musi numerować wszystkich kandydatów na karcie wyborczej. Wystarczy, że zaznaczy cyfrą "1" swojego kandydata pierwszego wyboru. Opcjonalnie może oznaczyć innych kandydatów (wszystkich lub wybranych) dalszymi cyframi, ale nie wpływa to na ważność głosu. Przywódca partii lub koalicji posiadającej większość w parlamencie tradycyjnie obejmuje stanowisko premiera stanu.
Siedzibą Zgromadzenia jest Gmach Parlamentu (Parliament House) w Brisbane.